# Lijst van voetbalinterlands Algerije - Bahrein
Deze lijst van voetbalinterlands is een overzicht van alle officiële voetbalwedstrijden tussen de nationale teams van Algerije en Bahrein. De landen hebben tot op heden een keer tegen elkaar gespeeld. Dat was een groepswedstrijd tijdens de Arab Nations Cup 1988 op 10 juli 1988 in Amman (Jordanië).

## Wedstrijden
| № | Plaats | Datum        | Competitie            | Wedstrijd          | Uitslag |
| - | ------ | ------------ | --------------------- | ------------------ | ------- |
| 1 | Amman  | 10 juli 1988 | Arab Nations Cup 1988 | Algerije − Bahrein | 0 − 0   |

## Samenvatting
| Competitie       | Totaal gespeeld | Winst Algerije | Gelijk | Winst Bahrein | Doelsaldo Algerije – Bahrein |
| ---------------- | --------------- | -------------- | ------ | ------------- | ---------------------------- |
| Arab Nations Cup | 1               | 0              | 1      | 0             | 0 − 0                        |
| Totaal           | 1               | 0              | 1      | 0             | 0 − 0                        |

Wedstrijden bepaald door strafschoppen worden, in lijn met de FIFA, als een gelijkspel gerekend.
FAF · A-internationals · Bondscoaches · Statistieken · Selecties · Algerijns vrouwenelftal · Olympisch elftal · Algerije U21 · Algerije U20 · Algerije U19 · Algerije U18 · Algerije U17
1957 – 1969 · 
1970 – 1979 · 
1980 – 1989 · 
1990 – 1999 · 
2000 – 2009 · 
2010 – 2019 ·
2020 − 2029
WK 1982 · 
WK 1986 · 
WK 2010 · 
WK 2014
OS 1980 · 
OS 2016
1957 · 
1958 · 
1959 ·
1960 · 
1961 · 
1962 · 
1963 · 
1964 · 
1965 · 
1966 · 
1967 · 
1968 · 
1969 ·
1970 · 
1971 · 
1972 · 
1973 · 
1974 · 
1975 · 
1976 · 
1977 · 
1978 · 
1979 ·
1980 · 
1981 · 
1982 · 
1983 · 
1984 · 
1985 · 
1986 · 
1987 · 
1988 · 
1989 · 
1990 · 
1991 · 
1992 · 
1993 · 
1994 · 
1995 · 
1996 · 
1997 · 
1998 · 
1999 · 
2000 · 
2001 · 
2002 · 
2003 · 
2004 · 
2005 · 
2006 · 
2007 · 
2008 · 
2009 · 
2010 · 
2011 ·
2012 ·
2013 ·
2014 ·
2015 ·
2016 ·
2017 ·
2018 ·
2019 ·
2020 ·
2021 ·
2022 ·
2023 ·
2024
Albanië ·
Angola ·
Argentinië ·
Armenië ·
Bahrein ·
Bangladesh ·
België ·
Benin ·
Bolivia ·
Bosnië en Herzegovina ·
Botswana ·
Brazilië ·
Bulgarije ·
Burkina Faso ·
Burundi ·
Centraal-Afrikaanse Republiek ·
Chili ·
China ·
Colombia ·
Congo-Brazzaville ·
Congo-Kinshasa ·
Cuba ·
Denemarken ·
Djibouti ·
DDR ·
Duitsland ·
Egypte ·
Engeland ·
Equatoriaal-Guinea ·
Ethiopië ·
Finland ·
Frankrijk ·
Gabon ·
Gambia ·
Ghana ·
Guinee ·
Guinee-Bissau ·
Hongarije ·
Ierland ·
Irak ·
Iran ·
Italië ·
Ivoorkust ·
Joegoslavië ·
Jordanië ·
Kaapverdië ·
Kameroen ·
Kenia ·
Koeweit ·
Lesotho ·
Libanon ·
Liberia ·
Libië ·
Luxemburg ·
Madagaskar ·
Malawi ·
Maleisië ·
Mali ·
Malta ·
Marokko ·
Mauritanië ·
Mexico ·
Mozambique ·
Namibië ·
Nepal ·
Niger ·
Nigeria ·
Noord-Ierland ·
Oeganda ·
Oman ·
Oostenrijk ·
Peru ·
Polen ·
Portugal ·
Qatar ·
Roemenië ·
Rusland ·
Rwanda ·
Saoedi-Arabië ·
Senegal ·
Servië ·
Seychellen ·
Sierra Leone ·
Slovenië ·
Slowakije ·
Soedan ·
Somalië ·
Sovjet-Unie ·
Spanje ·
Syrië ·
Tanzania ·
Togo ·
Tsjaad ·
Tunesië ·
Turkije ·
Uruguay ·
Verenigde Arabische Emiraten ·
Verenigde Staten ·
Zambia ·
Zimbabwe ·
Zuid-Afrika ·
Zuid-Jemen ·
Zuid-Korea ·
Zweden ·
Zwitserland
België (2014) · 
Chili (1982) · 
Duitsland (2014) · 
Engeland (2010) · 
Oostenrijk (1982) ·
Rusland (2014) ·
Senegal (2019, 2) ·
Slovenië (2010) · 
Verenigde Staten (2010) ·
West-Duitsland (1982) · 
Zuid-Korea (2014)
BFA · A-internationals · Bondscoaches · Statistieken · Bahreins vrouwenelftal · Bahrein U21 · Bahrein U20 · Bahrein U19 · Bahrein U18 · Bahrein U17
1966 – 1979 · 
1980 – 1989 · 
1990 – 1999 · 
2000 – 2009 · 
2010 – 2019 ·
2020 − 2029
Asian Cup 2004 · 
Asian Cup 2007 · 
Asian Cup 2011
1966 · 
1967 · 1968 · 1969 · 
1970 · 
1971 · 
1972 · 
1973 · 
1974 · 
1975 · 
1976 · 
1977 · 
1978 · 
1979 · 
1980 · 
1981 · 
1982 · 
1983 · 
1984 · 
1985 · 
1986 · 
1987 · 
1988 · 
1989 · 
1990 · 
1991 · 
1992 · 
1993 · 
1994 · 
1995 · 
1996 · 
1997 · 
1998 · 
1999 · 
2000 · 
2001 · 
2002 · 
2003 · 
2004 · 
2005 · 
2006 · 
2007 · 
2008 · 
2009 · 
2010 · 
2011 · 
2012 ·
2013 ·
2014 ·
2015 ·
2016 ·
2017 ·
2018 ·
2019 ·
2020 ·
2021 ·
2022 ·
2023 ·
2024
Albanië ·
Algerije ·
Angola ·
Australië ·
Azerbeidzjan ·
Bangladesh ·
Bosnië en Herzegovina ·
Bukina Faso ·
Burundi ·
Cambodja ·
Canada ·
China ·
Colombia ·
Congo-Kinshasa ·
Curaçao ·
Egypte ·
Filipijnen ·
Finland ·
Guinee ·
Haïti ·
Hongkong ·
IJsland ·
India ·
Indonesië ·
Irak ·
Iran ·
Japan ·
Jemen ·
Jordanië ·
Kaapverdië ·
Kazachstan ·
Kenia ·
Kirgizië ·
Koeweit ·
Letland ·
Libanon ·
Libië ·
Malediven ·
Maleisië ·
Marokko ·
Mauritanië ·
Myanmar ·
Nepal ·
Nieuw-Zeeland ·
Noord-Korea ·
Noord-Macedonië ·
Noorwegen ·
Oeganda ·
Oekraïne ·
Oezbekistan ·
Oman ·
Pakistan ·
Palestina ·
Panama ·
Paraguay ·
Qatar ·
Saoedi-Arabië ·
Servië ·
Singapore ·
Soedan ·
Sri Lanka ·
Syrië ·
Tadzjikistan ·
Taiwan ·
Thailand ·
Togo ·
Trinidad en Tobago ·
Tsjaad ·
Tunesië ·
Turkmenistan ·
Verenigde Arabische Emiraten ·
Vietnam ·
Wit-Rusland ·
Zimbabwe ·
Zuid-Jemen ·
Zuid-Korea ·
Zweden